# Johann Georg Lohmeyer
Johann Georg Lohmeyer (auch Lohmeier; * unbekannt in Hausberge; † 5. November 1680 in Magdeburg) war ein deutscher Hochschullehrer und Rektor des Magdeburger Domgymnasiums.

## Leben

### Familie
Johann Georg Lohmeyer war der Sohn von Friedrich Lohmeyer, Bürgermeister von Hausberge an der Porta Westfalica.
Er war verheiratet und hatte mehrere Kinder; zu diesen gehörten unter anderem Georg Lohmeyer und der Mathematiker und Physiker Philipp Lohmeier.

### Werdegang
Johann Georg Lohmeyer studierte an der Universität Rinteln.
Er hatte seit 1647 eine Professur der griechischen Sprache und der Literatur an der Universität Rinteln, bevor er 1650 Rektor des Gymnasiums Andreanum in Hildesheim wurde.
Ende September 1675 wurde er, auf Empfehlung des Domsyndikus Hermann Större, Rektor der neu erweiterten Domschule (heute Domgymnasium) in Magdeburg und am 16. März 1676 im neuen Schulgebäude in seinem Amt eingeführt. Zum damaligen Zeitpunkt war die Schülerzahl nur gering, weil sie nur von den Söhnen einiger Domherren und einigen Beamten besucht wurde. Dazu kam, dass der Magistrat der Stadt den Bürgerkindern den Besuch der Domschule verbot und dass Domschüler keine Zuwendungen von der Stadt erhielten. Zu Lohmeyers ersten Maßnahmen gehörte die Erstellung eines Lehrplans und das Aufstellen von Schulgesetze.
Mit seiner Amtseinsetzung hatte die Domschule nun den Status einer höheren Schule, die ihre Schüler auf das Studium an einer Universität vorbereitete. Sein Berufungstag, der 18. September, galt fortan als der Gründungstag der sogenannten dritten Magdeburger Domschule – bei dieser Zählung gilt die mittelalterliche Domschule als erste, die einklassige Elementarschule der Jahre 1667 bis 1674 als zweite Domschule.
Nach dem Tod von Johann Georg Lohmeyer wurde die Schule, auch aufgrund der im Juni 1681 ausgebrochenen Pest, vorübergehend völlig geschlossen.
Sein Sohn Georg Lohmeyer († 8. August 1691) wird 1683 zum zweiten Rektor der neu eröffneten Domschule berufen.

## Schriften (Auswahl)
- Andreas Henricus Bucholtz; Abraham Calovius; Wilhelmus Dake; Bernhardus Dreyer; Hermannus Otto de Lippia; Ludovicus Christianus de Lippia; Simon-Philippus de Lippia; Johan-Georgius Lohmeyer; Johan Lösell; Christian-Nicolaus Lucius; Henricus Michelmann; Franciscus Müller; Martinus Nesselius; Liborius a Parnaw; Joannes Sagittarius; Adolphus-Ludovicus Tappe; Justus Ascanius von dem Werder; Joan-Wilhelmus Windhorn: Andreae Henrici Bucholtz Philosophiae Practicae Pars Communis Sive Ethica: Ante Quinquennium in Academia Rostochiensi Publice disputata. Nunc revisa, multum aucta, & in Academia Rintelensi, Respondentibus Nobiliß. & Doctißimis viris iuventibus Philosophantium Examini exhibita; Adiectus est in fine Index rerum omnium absolutissimus. Rinteln 1641.
- Heinrich Martin Eckard; Henricus Bessel; Conradus Horneius; Johann-Georg Lomeyer; Alardus Vaeck: Disputatio Metaphysica Prima De Natura Metaphysicae, Ente, Potentia & Actu. Rinteln 1645.
- Joannes Georgius Lohmeyer; Antonius Peithmann: Resp. Disputatio physica de affectibus. Rinteln, 1647.